# Kim Do-keun
Kim Do-Keun (Gangneung, 2 de março de 1972) é um ex-futebolista profissional sul-coreano, meio campista, atualmente é treinador. 

## Carreira
Kim Do-Keun representou a Seleção Sul-Coreana de Futebol nas Olimpíadas de 1992.
Foi um dos integrantes da seleção sul-coreana na Copa do Mundo de 1998.